# Sistema de aterrizaje instrumental

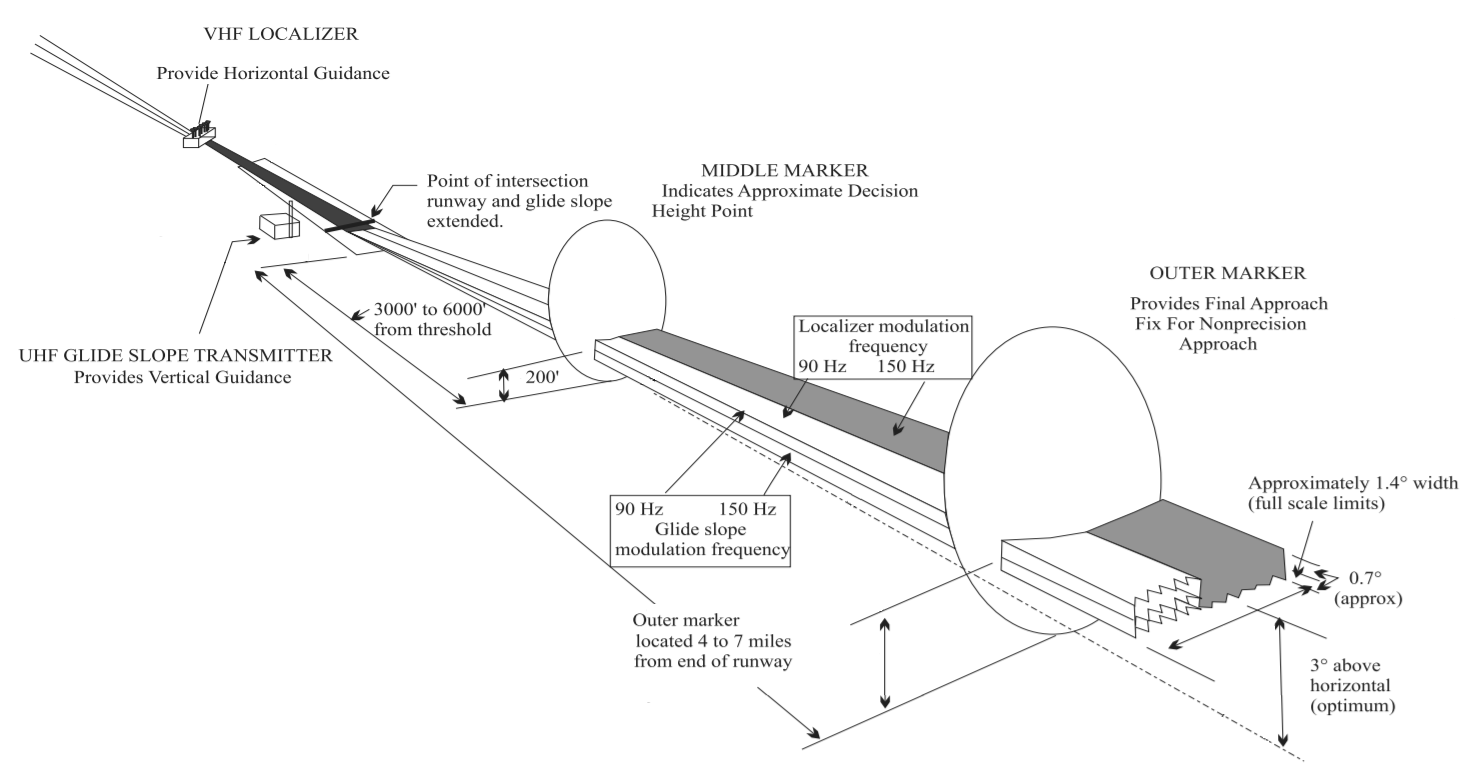
Diagrama de un ILS.

El sistema de aterrizaje instrumental (o ILS, del inglés: instrument landing system) es el sistema de ayuda a la aproximación y el aterrizaje establecido por OACI (Organización de Aviación Civil Internacional) como sistema normalizado en todo el mundo. Este sistema de control permite que un avión sea guiado con precisión durante la aproximación a la pista de aterrizaje y, en algunos casos, a lo largo de la misma.
El ILS utiliza dos señales de radio direccionales, el localizador (frecuencia de 108 a 112 MHz), que proporciona guía horizontal, y la senda de planeo (frecuencia de 329,15 a 335 MHz) para guía vertical. La relación entre la posición de la aeronave y estas señales se muestra en un instrumento de la aeronave, a menudo punteros adicionales en el indicador de actitud. El piloto intenta maniobrar la aeronave para mantener los indicadores centrados mientras se aproximan a la pista hasta la altura de decisión. Las balizas marcadora opcionales proporcionan información de distancia a medida que avanza la aproximación, incluido el marcador central.(MM), colocado cerca de la posición de la altura de decisión (CAT 1). Los marcadores se están eliminando en gran medida y reemplazándolos por equipos de medición de distancias (DME). El ILS generalmente incluye iluminación de alta intensidad al final de las pistas para ayudar al piloto a localizar la pista y realizar la transición de la aproximación a un aterrizaje visual.

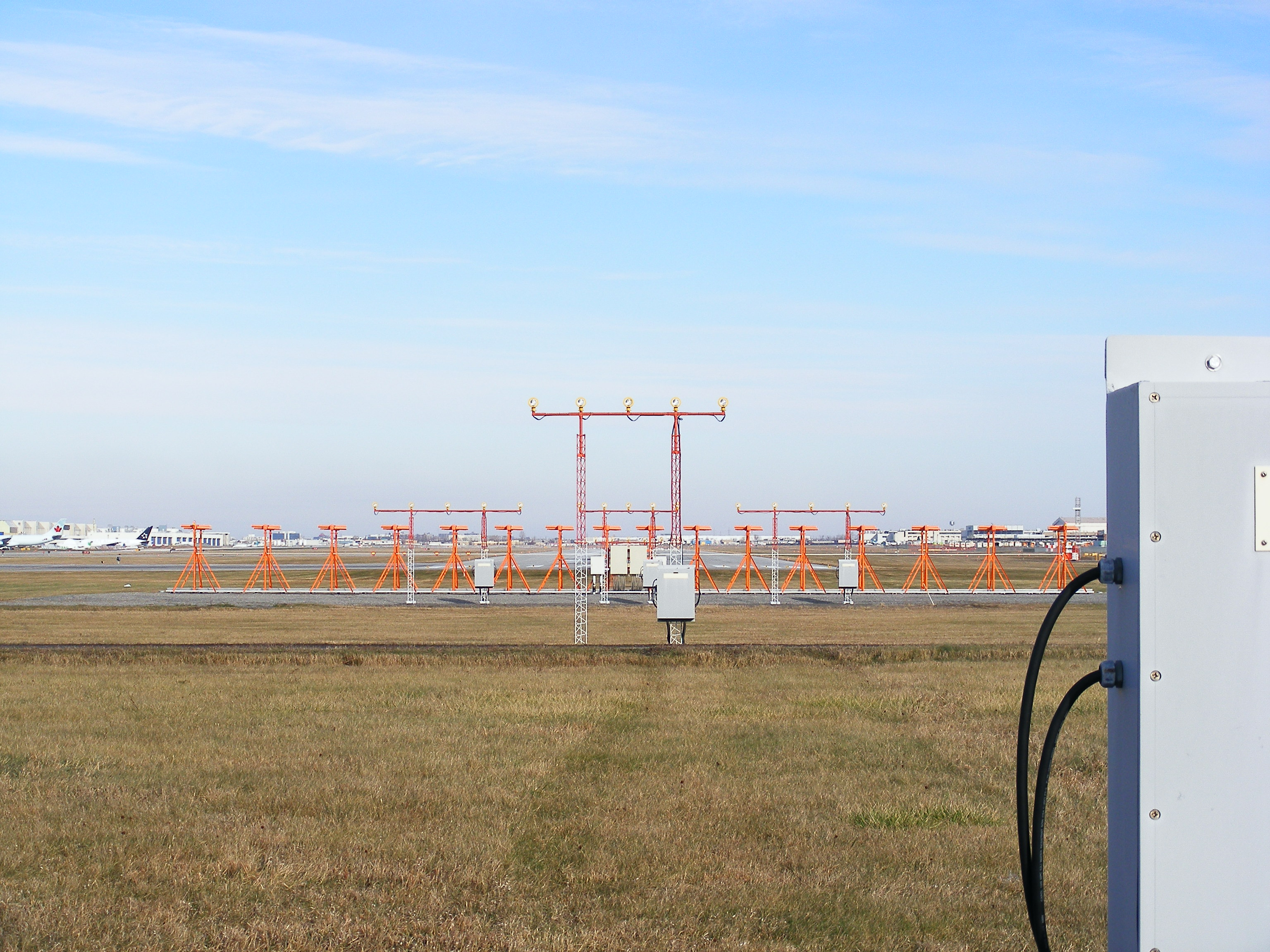
Vista del componente principal del ILS, el localizador ILS, que proporciona guía lateral. El transmisor y la antena están en la línea central en el extremo opuesto de la pista desde la aproximación tres

## Historia

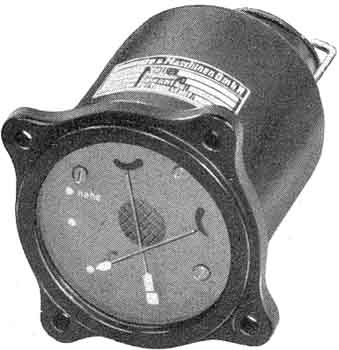
Indicador Luftwaffe AFN 2, construido en 1943

Las pruebas del ILS comenzaron en 1929 en los Estados Unidos, y Jimmy Doolittle se convirtió en el primer piloto en despegar, volar y aterrizar un avión utilizando únicamente instrumentos. Un sistema básico, totalmente operativo, se introdujo en 1932 en el Aeropuerto de Berlín-Tempelhof (Alemania) denominado LFF o "viga de Lorenz" debido a su inventor, la empresa C. Lorenz AG. La Junta de Aeronáutica Civil (CAB) de Estados Unidos autorizó la instalación del sistema en 1941 en seis lugares. El primer aterrizaje de un avión de pasajeros estadounidense utilizando ILS fue el 26 de enero de 1938, cuando un Boeing 247 de Pennsylvania Central Airlines voló desde Washington D. C. a Pittsburgh, Pensilvania, y aterrizó en una tormenta de nieve utilizando únicamente el sistema de aterrizaje por instrumentos. El primer aterrizaje completamente automático usando ILS ocurrió en marzo de 1964 en el Aeropuerto de Bedford en el Reino Unido.

## Principio de Funcionamiento

Un sistema de aterrizaje por instrumentos opera como un sistema de aproximación por instrumentos basado en tierra que proporciona guía lateral y vertical de precisión a una aeronave que se aproxima y aterriza en una pista, utilizando una combinación de señales de radio y, en muchos casos, conjuntos de iluminación de alta intensidad para permitir un aterrizaje seguro durante condiciones meteorológicas instrumentales (IMC), como techos bajos o visibilidad reducida debido a niebla, lluvia o ventiscas de nieve.

## Desarrollo
Entre los años 1920 y 1940 se desarrollaron varios sistemas de aterrizaje por radio, en particular el haz de Lorenz, que tuvo un uso relativamente amplio en Europa antes de la Segunda Guerra Mundial. El sistema SCS-51 desarrollado en Estados Unidos era más preciso y al mismo tiempo agregaba guía vertical. Se instalaron muchos conjuntos en bases aéreas del Reino Unido durante la Segunda Guerra Mundial, lo que llevó a que fuera seleccionado como estándar internacional después de la formación de la Organización de Aviación Civil Internacional (OACI) en 1947. Se han desarrollado varios sistemas de aterrizaje competidores, incluido el Aproximación controlada desde tierra (GCA) basada en radar y el más reciente sistema de aterrizaje por microondas (MLS), pero pocos de estos sistemas se han implementado. La ILS sigue siendo un estándar muy extendido hasta el día de hoy.
La introducción de aproximaciones de precisión utilizando sistemas globales de navegación por satélite (GNSS) en lugar de requerir costosas infraestructuras aeroportuarias está llevando a la sustitución del ILS. Para proporcionar la precisión requerida con GNSS normalmente solo se requiere transmitir desde el aeropuerto una señal de aumentación omnidireccional de baja potencia, lo cual es dramáticamente menos costoso que los múltiples, grandes y potentes transmisores necesarios para una implementación completa del ILS. En 2015, el número de aeropuertos estadounidenses que soportaban aproximaciones LPV similares a ILS superó el número de instalaciones de ILS y se espera que esto conduzca a la eventual eliminación del ILS en la mayoría de los aeropuertos.
Durante el invierno del año 1932-33, Lufthansa realizó varios vuelos de prueba utilizando este sistema instalado en el aeropuerto de Berlín – Tempelhof. También se usó la idea del haz de Lorentz como base del sistema Knickebein durante el bombardeo de Londres.

## Sistema de viga
Hasta ahora, las radioayudas para el aterrizaje a ciegas se constituían habitualmente en sistemas de rayos de distintos tipos. Normalmente consistían en un transmisor de radio que estaba conectado a un interruptor motorizado para producir un patrón de puntos y rayas en Código Morse. El interruptor también controlaba a cuál de las dos antenas direccionales se enviaba la señal. La señal resultante enviada al aire consta de puntos enviados a un lado de la pista y guiones al otro. Las vigas eran lo suficientemente anchas como para superponerse en el centro.
Para utilizar el sistema, un avión sólo necesitaba un receptor de radio convencional. A medida que se acercaban al aeropuerto sintonizaban la señal y la escuchaban en sus auriculares. Escucharían puntos y rayas (código Morse "A" o "N"), si estuvieran al costado de la pista, o si estuvieran correctamente alineados, los dos se mezclarían para producir un tono constante, la equiseñal. La precisión de esta medición dependía en gran medida de la habilidad del operador, que escuchaba la señal con auriculares en un avión ruidoso a menudo mientras se comunicaba con la torre al mismo tiempo. 
La precisión del sistema era normalmente del orden de 3 grados en acimut. Si bien esto fue útil para llevar la aeronave a la dirección de la pista, no fue lo suficientemente preciso como para llevar la aeronave al alcance visual de manera segura en mal tiempo; Los haces de rumbo por radio se utilizaron sólo para guía lateral y el sistema por sí solo no era suficiente para realizar aterrizajes en condiciones de lluvia intensa o niebla. Sin embargo, la decisión final de aterrizar se tomó a sólo 300 metros (980 pies) del aeropuerto.

## Concepto ILS
El ILS, desarrollado justo antes del inicio de la Segunda Guerra Mundial, utilizó un sistema de señales más complejo y un conjunto de antenas para lograr una mayor precisión. Esto requiere una complejidad significativamente mayor en la estación terrestre y los transmisores, con la ventaja de que las señales pueden descodificarse con precisión en el avión mediante una electrónica sencilla y visualizarse directamente en instrumentos analógicos. Los instrumentos se pueden colocar frente al piloto, eliminando la necesidad de que un operador de radio monitoree continuamente las señales y transmita los resultados al piloto a través del intercomunicador.
La clave para su funcionamiento es un concepto conocido como índice de modulación de amplitud, una medida de la intensidad con la que se aplica la modulación de amplitud a la frecuencia portadora. En los sistemas de haces anteriores, la señal se activaba y desactivaba por completo, lo que correspondía a un índice de modulación del 100%. La determinación del ángulo dentro del haz se basa en la comparación de la intensidad audible de las dos señales.
En ILS, un sistema más complejo de señales y antenas varía la modulación de dos señales en todo el ancho del patrón del haz. El sistema se basa en el uso de bandas laterales, frecuencias secundarias que se crean cuando se mezclan dos señales diferentes. Por ejemplo, si uno toma una señal de radiofrecuencia a 10 MHz y la mezcla con un tono audible a 2500 Hz, se producirán cuatro señales, en las frecuencias de las señales originales de 2500 y 10000000 hercios, y en las bandas laterales 9997500 y 10002500 hercios. La frecuencia de la señal original de 2500 Hz es demasiado baja para viajar lejos de una antena, pero las otras tres señales son todas de radiofrecuencia y pueden transmitirse de manera efectiva.
El ILS comienza mezclando dos señales moduladoras a la portadora, una a 90 Hz y otra a 150. Esto crea una señal con cinco frecuencias de radio en total, la portadora y cuatro bandas laterales. Esta señal combinada, conocida como CSB por "portadora y bandas laterales", se envía de manera uniforme desde un conjunto de antenas. El CSB también se envía a un circuito que suprime la portadora original, dejando sólo las cuatro señales de banda lateral. Esta señal, conocida como SBO por "sólo bandas laterales", también se envía al conjunto de antenas.
Para la guía lateral, conocida como localizador, la antena normalmente se coloca centralmente en el extremo más alejado de la pista y consta de múltiples antenas en un conjunto que normalmente tiene aproximadamente el mismo ancho de la pista. Cada antena individual tiene un desplazamiento de fase particular y un nivel de potencia aplicado sólo a la señal SBO, de modo que la señal resultante se retrasa 90 grados en el lado izquierdo de la pista y avanza 90 grados en el derecho. Además, la señal de 150 Hz se invierte en un lado del patrón, otro cambio de 180 grados. Debido a la forma en que las señales se mezclan en el espacio.las señales SBO interfieren destructivamente y casi se eliminan entre sí a lo largo de la línea central, dejando solo predominante la señal CSB. En cualquier otra ubicación, a cada lado de la línea central, las señales SBO y CSB se combinan de diferentes maneras de modo que predomine una señal moduladora.
Un receptor frente a la matriz recibirá ambas señales mezcladas. Utilizando filtros electrónicos simples, la portadora original y dos bandas laterales se pueden separar y demodular para extraer las señales originales de 90 y 150 Hz con modulación de amplitud. Luego se promedian para producir dos señales de corriente continua (CC). Cada una de estas señales no representa la intensidad de la señal original, sino la intensidad de la modulación en relación con la portadora, que varía a lo largo del patrón del haz. Esto tiene la gran ventaja de que la medición del ángulo es independiente del rango.
Las dos señales de CC se envían luego a un voltímetro convencional, con la salida de 90 Hz tirando la aguja hacia la derecha y la otra hacia la izquierda. A lo largo de la línea central los dos tonos moduladores de las bandas laterales se cancelarán y ambos voltajes serán cero, dejando la aguja centrada en el display. Si el avión está muy a la izquierda, la señal de 90 Hz producirá un fuerte voltaje de CC (predomina) y la señal de 150 Hz se minimiza, empujando la aguja completamente hacia la derecha. Esto significa que el voltímetro muestra directamente tanto la dirección como la magnitud del giro necesario para que la aeronave regrese a la línea central de la pista. Como la medición compara diferentes partes de una sola señal completamente en electrónica, proporciona una resolución angular de menos de un grado y permite la construcción de un enfoque de precisión.
Aunque el esquema de codificación es complejo y requiere una cantidad considerable de equipo terrestre, la señal resultante es mucho más precisa que los sistemas más antiguos basados en haces y mucho más resistente a las formas comunes de interferencia. Por ejemplo, la estática en la señal afectará a ambas subseñales por igual, por lo que no tendrá ningún efecto en el resultado. De manera similar, los cambios en la intensidad general de la señal a medida que la aeronave se acerca a la pista, o los cambios debido al desvanecimiento , tendrán poco efecto en la medición resultante porque normalmente afectarían a ambos canales por igual. El sistema está sujeto a distorsión por trayectos múltiples. Debido al uso de múltiples frecuencias, pero debido a que esos efectos dependen del terreno, generalmente están fijos en su ubicación y pueden explicarse mediante ajustes en la antena o desfasadores.

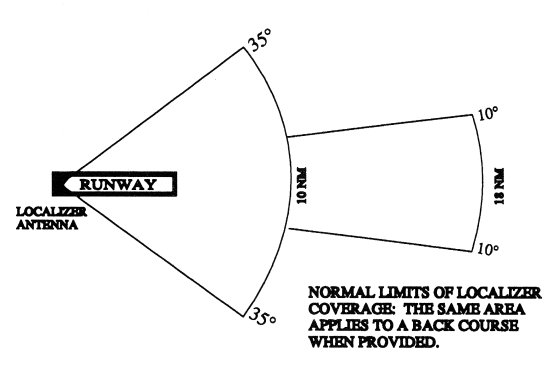
Límites normales de cobertura del localizador.

Además, debido a que es la codificación de la señal dentro del haz la que contiene la información del ángulo, no la intensidad del haz, la señal no tiene que estar estrechamente enfocada en el espacio. En los sistemas de haces más antiguos, la precisión del área de equiseñal era función del patrón de las dos señales direccionales, lo que exigía que fueran relativamente estrechas. El patrón ILS puede ser mucho más amplio. Normalmente se requiere que las instalaciones ILS se puedan utilizar dentro de los 10 grados a cada lado de la línea central de la pista a 25 millas náuticas (46 km; 29 millas) y 35 grados a cada lado a 17 millas náuticas (31 km; 20 millas). Esto permite una amplia variedad de caminos de acceso.
La senda de planeo funciona de la misma manera general que el localizador y usa la misma codificación, pero normalmente se transmite para producir una línea central en un ángulo de 3 grados sobre la horizontal desde una antena al lado de la pista en lugar del final. La única diferencia entre las señales es que el localizador se transmite utilizando frecuencias portadoras más bajas, utilizando 40 canales seleccionados entre 108,10 MHz y 111,95 MHz, mientras que la senda de planeo tiene un conjunto correspondiente de 40 canales entre 328,6 y 335,4 MHz. Las frecuencias más altas generalmente dan como resultado que las antenas radiantes de la senda de planeo sean más pequeñas. Los pares de canales no son lineales; El canal 1 del localizador está en 108,10 y está emparejado con la senda de planeo en 334,70, mientras que el canal dos está en 108,15 y 334,55. Hay huecos y saltos por ambas bandas.

Tipo común de ilustración que muestra ejemplos engañosos de emisiones del localizador ILS y de la senda de planeo

Muchas ilustraciones del concepto ILS a menudo muestran el sistema funcionando de manera más similar a los sistemas de haz con la señal de 90 Hz en un lado y la de 150 en el otro. Estas ilustraciones son inexactas.

## Usando ILS
En un aeropuerto controlado, el control de tráfico aéreo dirigirá a las aeronaves al rumbo del localizador a través de rumbos asignados, asegurándose de que las aeronaves no se acerquen demasiado entre sí (manteniendo la distancia para evitar una colisión), pero también evitando retrasos en la medida de lo posible. Varios aviones pueden estar en el ILS al mismo tiempo, a varios kilómetros de distancia. Una aeronave que ha girado hacia el rumbo entrante y está dentro de dos grados y medio del rumbo del localizador (desviación de media escala o menos mostrada por el indicador de desviación de rumbo) se dice que está establecida en la aproximación. Normalmente, una aeronave se establece al menos 2 millas náuticas (3,7 km) antes del punto de aproximación final (intercepción de la senda de planeo a la altitud especificada).
La desviación de la aeronave de la trayectoria óptima se indica a la tripulación de vuelo mediante un dial de pantalla (un remanente de cuando el movimiento de un medidor analógico indicaba una desviación de la línea de rumbo a través de voltajes enviados desde el receptor ILS).
La salida del receptor ILS va al sistema de visualización (pantalla head-down y head-up display si está instalado) y puede ir a una computadora de control de vuelo. Un procedimiento de aterrizaje de aeronave puede acoplarse cuando el piloto automático o la computadora de control de vuelo vuela directamente la aeronave y la tripulación de vuelo monitorea la operación, o desacoplarse cuando la tripulación de vuelo vuela la aeronave manualmente para mantener centrados el localizador y los indicadores de senda de planeo.
Una carta de procedimiento de aproximación por instrumentos (placa de aproximación) para cada aproximación ILS es utilizada para proporcionar la información necesaria para volar una aproximación ILS durante las operaciones de reglas de vuelo por instrumentos (IFR). Una carta incluye las frecuencias de radio utilizadas por los componentes del ILS o las ayudas para la navegación y los requisitos mínimos de visibilidad prescritos.
Una aeronave que se acerca a una pista es guiada por los receptores ILS de la aeronave realizando comparaciones de profundidad de modulación. Muchas aeronaves pueden enviar señales al piloto automático para realizar la aproximación automáticamente. Un ILS consta de dos subsistemas independientes. El localizador proporciona guía lateral; la senda de planeo proporciona guía vertical.

### Localizador

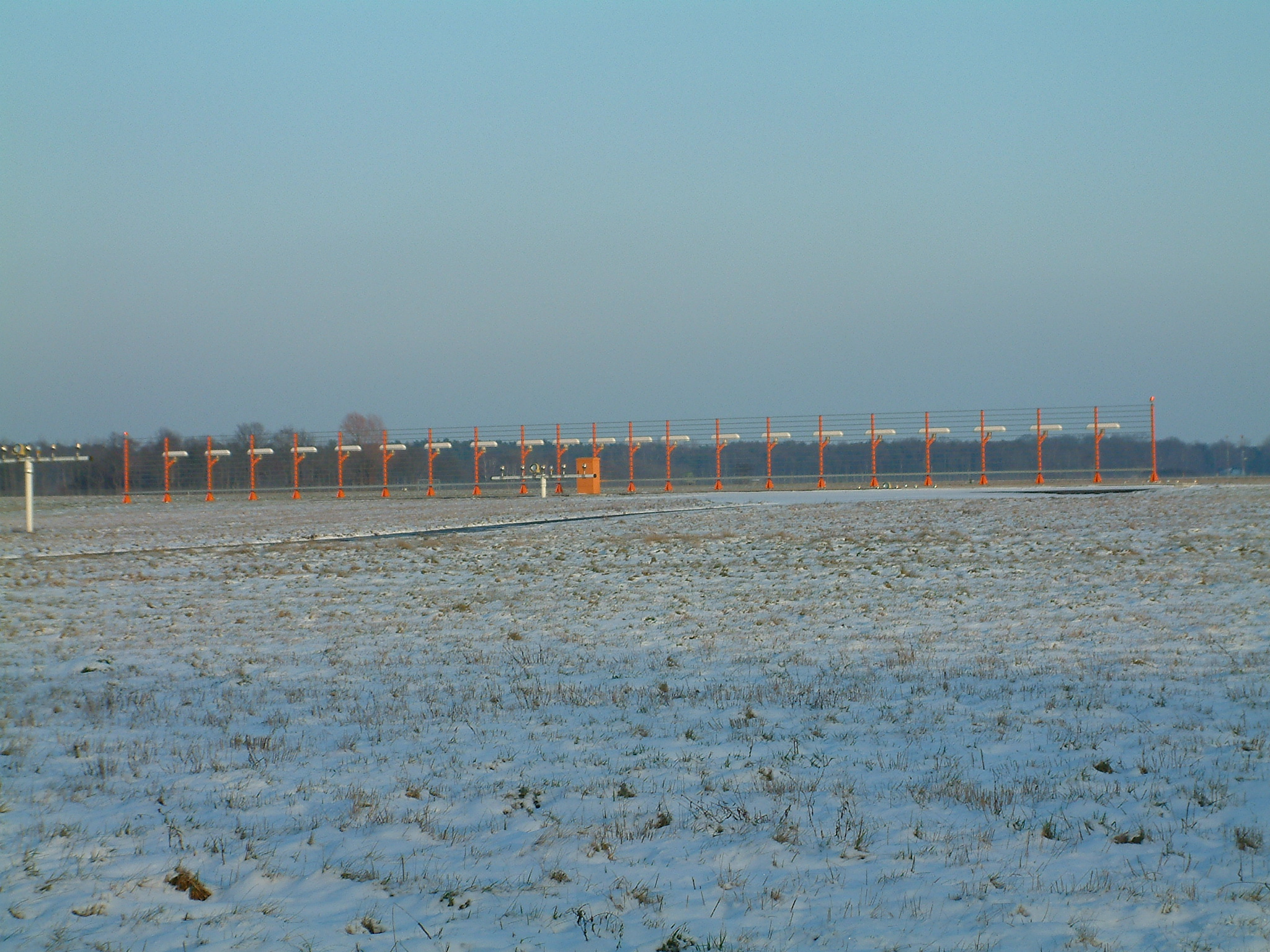
La estación de localización de la pista 27R en el Aeropuerto de Hannover en Alemania

Un localizador ILS (LOC o LLZ hasta la estandarización de la OACI) es un conjunto de antenas normalmente ubicadas más allá del extremo de salida de la pista y generalmente consta de varios pares de antenas direccionales.
El localizador permitirá que la aeronave gire y haga coincidir la aeronave con la pista. Posteriormente, los pilotos activarán la fase de aproximación (APP).

### Senda de planeo (G/S)

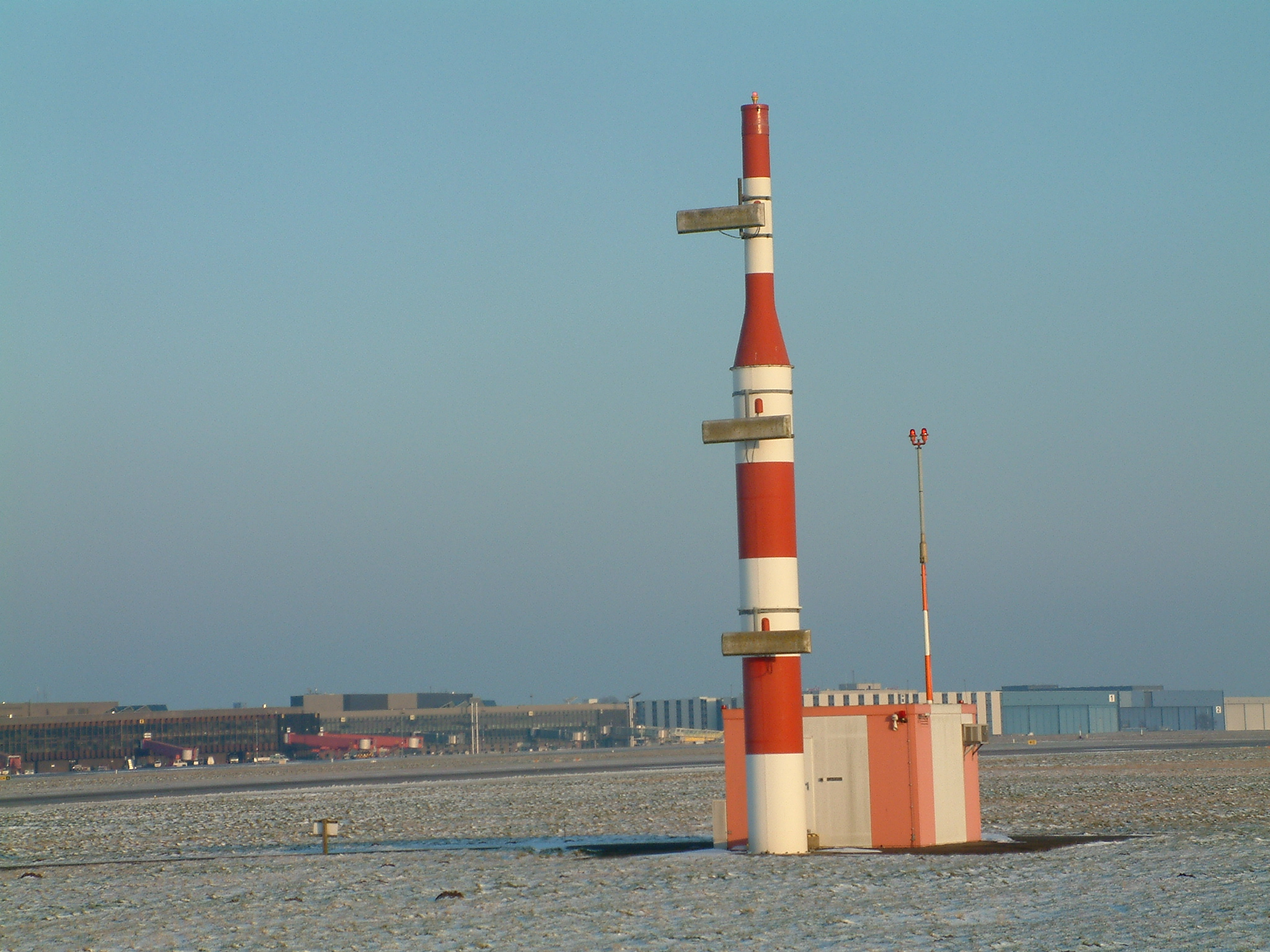
Estación de senda de planeo para la pista 09R del Aeropuerto de Hannover en Alemania

Ante esta visualización, el piloto debe corregir hacia la izquierda y un poco hacia arriba.

El piloto controla la aeronave de modo que el indicador de senda de planeo permanezca centrado en la pantalla para garantizar que la aeronave siga la trayectoria de planeo de aproximadamente 3° sobre lo horizontal (nivel del suelo).

### Limitaciones
Debido a la complejidad del localizador ILS y de los sistemas de senda de planeo, existen algunas limitaciones. Los sistemas de localización son sensibles a obstáculos en el área de transmisión de la señal, como grandes edificios o hangares. Los sistemas de senda de planeo también están limitados por el terreno frente a las antenas de senda de planeo. Si el terreno es inclinado o irregular, los reflejos pueden crear una trayectoria de planeo desigual, provocando desviaciones no deseadas de las agujas. Además, dado que las señales del ILS apuntan en una dirección mediante el posicionamiento de los conjuntos, la senda de planeo solo admite aproximaciones en línea recta con un ángulo de descenso constante. La instalación de un ILS puede resultar costosa debido a los criterios de ubicación y la complejidad del sistema de antena.
Las áreas críticas de ILS y las áreas sensibles de ILS se establecen para evitar reflexiones peligrosas que afectarían la señal radiada. La ubicación de estas áreas críticas puede impedir que las aeronaves utilicen ciertas calles de rodaje lo que lleva a retrasos en los despegues, aumento de los tiempos de espera y mayor separación entre aeronaves.

### Variantes
- Sistema de guía por instrumentos (IGS) (ayuda direccional tipo localizador (LDA) en los Estados Unidos): un ILS modificado para adaptarse a una aproximación no recta; el ejemplo más famoso fue el del enfoque de la aproximación a la pista 13 del aeropuerto Kai Tak de Hong Kong.[14]
- Sistema de aterrizaje de portaaviones (ICLS): un ILS modificado para el aterrizaje de portaaviones.

### Identificación
Además de las señales de navegación mencionadas anteriormente, el localizador permite la identificación de las instalaciones del ILS transmitiendo periódicamente una señal de identificación en código Morse de 1.020 Hz . Por ejemplo, el ILS de la pista 4R del Aeropuerto Internacional John F. Kennedy transmite IJFK para identificarse, mientras que la pista 4L se conoce como IHIQ. Esto permite a los usuarios saber que la instalación está funcionando normalmente y que están sintonizados con el ILS correcto. La estación de senda de planeo no transmite ninguna señal de identificación, por lo que el equipo ILS depende del localizador para su identificación.

### Monitoreo
Es esencial que el piloto detecte inmediatamente cualquier falla del ILS para proporcionar una guía segura. Para lograrlo, los monitores evalúan continuamente las características vitales de las transmisiones. Cualquiera de estas acciones activará una indicación (bandera de fallo) en los instrumentos de una aeronave que utilice el ILS.

### Curso de retorno del localizador
Las antenas localizadoras modernas son altamente direccionales. Sin embargo, el uso de antenas más antiguas y menos direccionales permite que una pista tenga una aproximación sin precisión llamada rumbo de retorno del localizador. Esto permite que los aviones aterricen utilizando la señal transmitida desde la parte posterior del conjunto de localizadores. Las antenas altamente direccionales no proporcionan una señal suficiente para soportar un rumbo inverso. En los Estados Unidos, las aproximaciones hacia atrás generalmente están asociadas con sistemas de Categoría I en aeropuertos más pequeños que no tienen un ILS en ambos lados de la pista principal. Los pilotos que vuelen en rumbo inverso deben ignorar cualquier indicación de senda de planeo.

### Balizas marcadoras
En algunas instalaciones se proporcionan balizas marcadoras que funcionan a una frecuencia portadora de 75 MHz. Cuando se recibe la transmisión de una baliza marcadora, se activa un indicador en el panel de instrumentos del piloto y el piloto puede escuchar el tono de la baliza. La distancia desde la pista a la que se debe recibir esta indicación está publicada en la documentación de esa aproximación, junto con la altura a la que debería estar la aeronave si está correctamente establecida en el ILS. Esto permite comprobar el correcto funcionamiento de la senda de planeo. En las instalaciones ILS modernas, se instala un DME, ubicado junto con el ILS, para aumentar o reemplazar las balizas marcadoras. Un DME muestra continuamente la distancia de la aeronave a la pista.

### Sustitución  del DME
El equipo de medición de distancia (DME) proporciona a los pilotos una medición inclinada de la distancia a la pista. Los DME están aumentando o reemplazando marcadores en muchas instalaciones. El DME proporciona al piloto un seguimiento más preciso y continuo del progreso correcto en la senda de planeo del ILS y no requiere una instalación fuera de los límites del aeropuerto. Cuando se utiliza junto con un ILS, el DME a menudo se ubica a medio camino entre los umbrales de pista recíprocos con el retardo interno modificado para que una unidad pueda proporcionar información de distancia a cualquiera de los umbrales de pista. Para aproximaciones donde se especifica un DME en lugar de balizas marcadoras, se requiere el DME, está anotado en el procedimiento de aproximación por instrumentos y la aeronave debe tener al menos una unidad DME operativa, o un sistema aprobado por IFR que utilice un GNSS (un sistema RNAV que cumpla con TSO-C129/-C145/-C146), para comenzar la aproximación.

## Aproximación con Iluminación

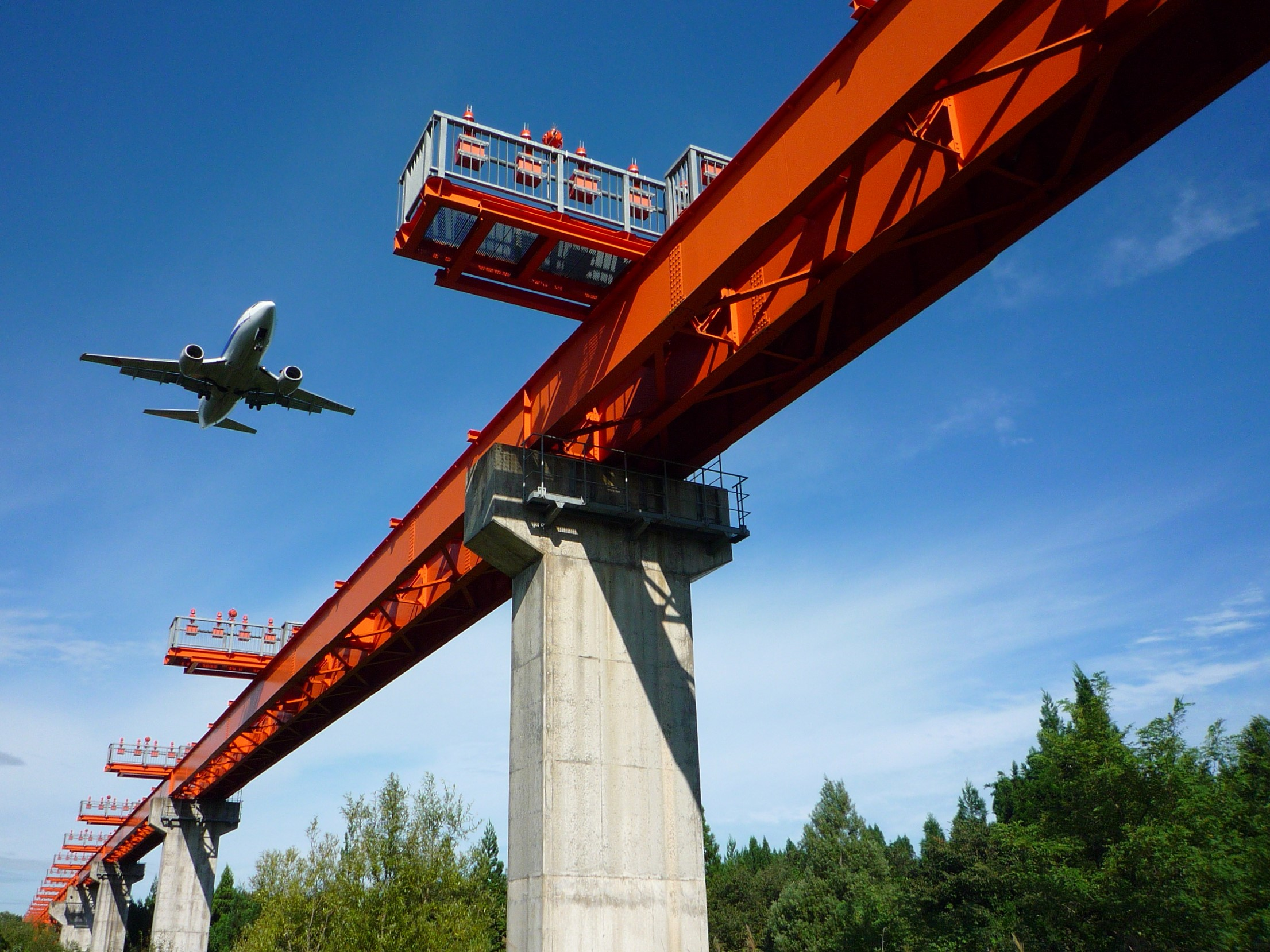
Sistema de iluminación del Aeropuerto en Odate-Noshiro de Japón

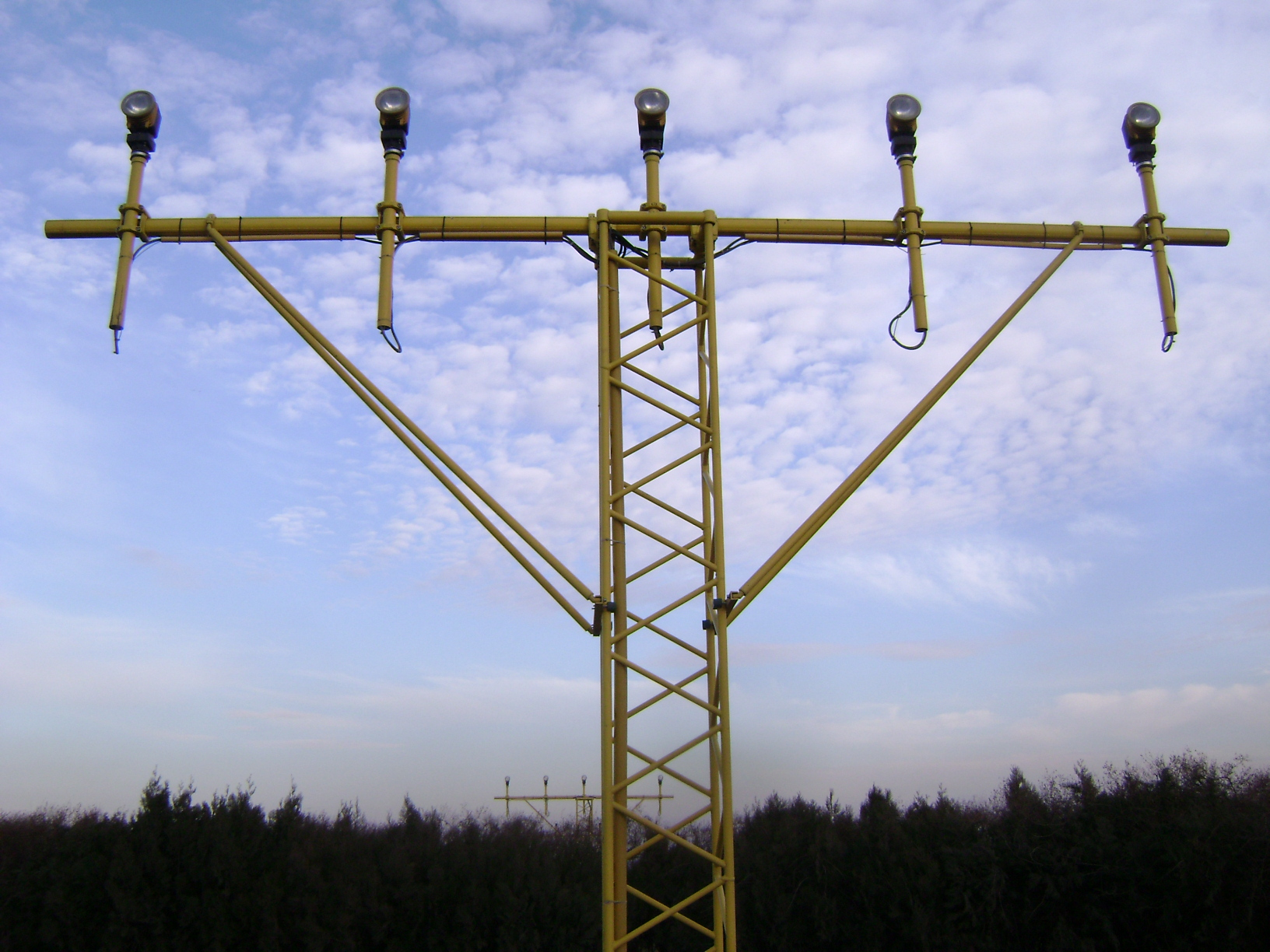
Sistema de iluminación de aproximación en el Aeropuerto Internacional Aurel Vlaicu.

Algunas instalaciones incluyen sistemas de luces en aproximación de  intensidad media o alta (abreviado ALS). La mayoría de las veces, se encuentran en aeropuertos más grandes, pero muchos aeropuertos pequeños de aviación general en los estados unidos. tienen luces de aproximación para respaldar sus instalaciones ILS y obtener mínimos de baja visibilidad. El ALS ayuda al piloto en la transición del vuelo por instrumentos al vuelo visual y a alinear la aeronave visualmente con la línea central de la pista. La observación del piloto del sistema de iluminación de aproximación en la Altitud de Decisión le permite continuar descendiendo hacia la pista, incluso si no se pueden ver la pista o las luces de la pista, ya que el ALS cuenta como entorno de extremo de pista. En los Estados Unidos, un ILS sin luces de aproximación puede tener mínimos de visibilidad ILS CAT I tan bajos como 3⁄4 millas (1,2 km) (alcance visual en la pista de 4000 pies (1200 m)) si las superficies de visión de obstáculos requeridas están libres de obstrucciones.
Mínimos de visibilidad de 1⁄2 millas (0,80 km) (rango visual en la pista de 2400 pies (730 m)) son posibles con una aproximación ILS CAT I respaldada por un ALS de 1400 a 3000 pies de largo (430 a 910 m) y visibilidad de 3⁄8 millas (600 m) Es posible un alcance visual de 1,800 pies (550 m) si la pista tiene luces de borde de alta intensidad, luces de zona de toma de contacto y de línea central, y un ALS de al menos 2,400 pies (730 m) de largo (consulte la Tabla 3-3-1 "Valores mínimos de visibilidad" en la Orden FAA 8260.3C). En efecto, el ALS extiende el entorno de la pista hacia los aviones que aterrizan y permite operaciones de baja visibilidad. Las aproximaciones ILS CAT II y III generalmente requieren sistemas complejos de luces de aproximación de alta intensidad, mientras que los sistemas de intensidad media generalmente se combinan con aproximaciones ILS CAT I. En algunos aeropuertos sin torres, el piloto controla el sistema de iluminación; por ejemplo, el piloto puede pulsar el micrófono siete veces para encender las luces en intensidad alta, cinco veces para intensidad media o tres veces para intensidad baja.

## Altura y altitud de decisión
Una vez establecido en una aproximación, el piloto sigue la trayectoria de aproximación ILS indicada por el localizador ILS y desciende a lo largo de la trayectoria de planeo hasta la altura de decisión. Esta es la altura a la que el piloto debe tener una referencia visual adecuada del entorno de aterrizaje (por ejemplo, iluminación de aproximación o de la pista) para decidir si continúa el descenso hasta un aterrizaje; de lo contrario, el piloto debe ejecutar un procedimiento de aproximación frustrada, luego intentar la misma aproximación nuevamente, intentar una aproximación diferente o desviarse a otro aeropuerto.

## Categorías (CAT) de ILS
| Categoría | Altura de decisión   | Alcance visual en la pista (RVR)                                 |
| --------- | -------------------- | ---------------------------------------------------------------- |
| I         | 200 ft (60 m)        | 550 m (1,800 ft) o visibilidad de 800 m (2,600 ft)               |
| II        | 100–200 ft (30–60 m) | ICAO/FAA: 350 m (1,200 ft) JAA(EASA): 300 m (1,000 ft)           |
| III A     | 100 ft (30 m)        | 700 ft (200 m)                                                   |
| III B     | 50 ft (15 m)         | ICAO/FAA: 150–700 ft (50–200 m) JAA(EASA): 250–700 ft (75–200 m) |
| III C     | Sin límite           | Ninguno                                                          |

Los aviones más pequeños generalmente están equipados para volar sólo un ILS CAT I. En aviones más grandes, estas aproximaciones normalmente están controladas por el sistema de control de vuelo y la tripulación de vuelo proporciona supervisión. CAT I se basa únicamente en indicaciones del altímetro para la altura de decisión, mientras que las aproximaciones CAT II y CAT III utilizan radioaltímetro (RA) para determinar la altura de decisión. 
Un ILS debe apagarse ante la detección interna de una condición de falla. Las categorías superiores requieren tiempos de respuesta más cortos; por lo tanto, se requiere que el equipo ILS se apague rápidamente. Por ejemplo, un localizador CAT I debe apagarse dentro de los 10 segundos posteriores a la detección de una falla, pero un localizador CAT III debe apagarse en menos de 2 segundos.

### Operaciones especiales CAT II y CAT III

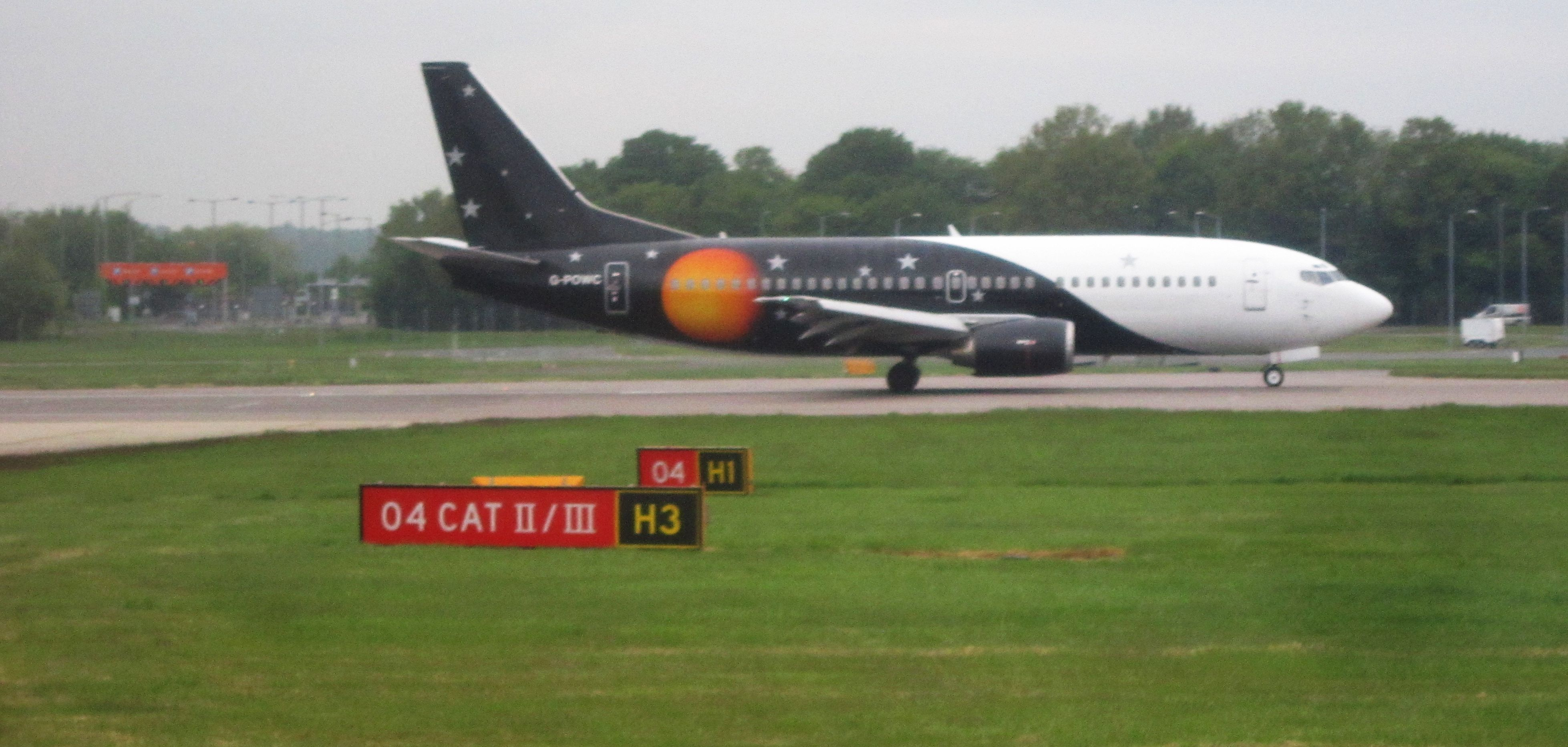
Señales en calle de rodaje que indican la categoría ILS de una pista como CAT II/III

A diferencia de otras operaciones, las altitudes mínimas meteorológiamente de CAT III no proporcionan suficientes referencias visuales para permitir que se realice un aterrizaje manual. Los mínimos CAT III B dependen del control de despliegue y la redundancia del piloto automático, porque solo dan tiempo suficiente para que el piloto decida si la aeronave aterrizará en la zona de aterrizaje (básicamente CAT III A) y para garantizar la seguridad del vuelo (básicamente CAT III B). Por lo tanto, es obligatorio un sistema de aterrizaje automático para realizar operaciones de Categoría III. Su confiabilidad debe ser suficiente para controlar la aeronave hasta el aterrizaje en operaciones CAT III A y durante el rodaje hasta una velocidad de rodaje segura en CAT III B (y CAT III C cuando esté autorizado). Sin embargo, se ha concedido una aprobación especial a algunos operadores para aproximaciones CAT III volando a mano utilizando una guía de pantalla frontal (HUD) que proporciona al piloto una imagen vista a través del parabrisas con los ojos enfocados al infinito, de la guía electrónica necesaria para aterrizar. el avión sin verdaderas referencias visuales exteriores.

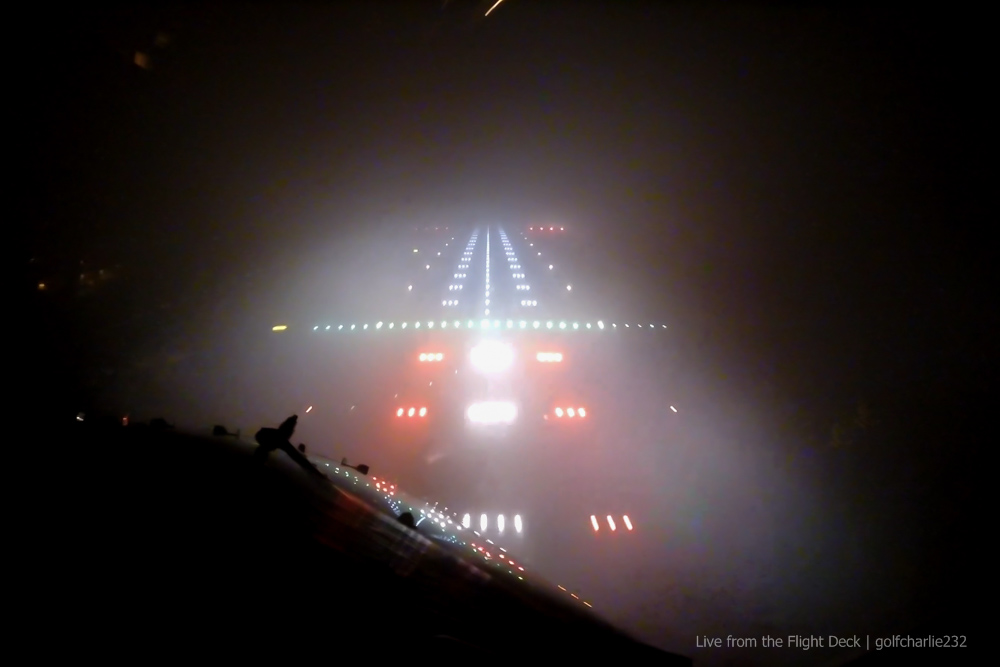
Vista de la cabina en un aterrizaje CAT III A

En los Estados Unidos, los aeropuertos con aproximaciones CAT III tienen listados para CAT III A y III B o simplemente CAT III en la placa de aproximación por instrumentos. Los mínimos de RVR CAT III B están limitados por la iluminación de la pista/calle de rodaje y las instalaciones de apoyo, y son consistentes con el plan del sistema de control de guía del movimiento en la superficie del aeropuerto (SMGCS). Las operaciones por debajo de 600 pies RVR requieren luces de línea central de calle de rodaje y luces rojas de barra de parada de calle de rodaje. Si los mínimos de RVR CAT IIIb en un extremo de pista son 600 pies (180 m), que es una cifra común en estados unidos, las aproximaciones ILS a ese extremo de pista con RVR por debajo de 600 pies (180 m) califican como CAT IIIc y requieren rodaje especial. procedimientos, iluminación y condiciones de aprobación para permitir los aterrizajes. La orden 8400.13D de la FAA limita CAT III a 300 pies RVR o mejor. La Orden 8400.13D (2009) permite Aproximaciones CAT II con autorización especial a pistas sin luces de aproximación ALSF-2 y/o luces de zona de toma de contacto/línea central, lo que ha ampliado el número de pistas CAT II potenciales.
En cada caso, se requiere una aeronave adecuadamente equipada y una tripulación debidamente cualificada. Por ejemplo, CAT III B requiere un sistema operativo en caso de falla, junto con una tripulación calificada y actualizada, mientras que CAT I no. Un HUD que permite al piloto realizar maniobras de la aeronave en lugar de un sistema automático se considera fallido. Un HUD permite a la tripulación de vuelo volar la aeronave utilizando las señales de guía de los sensores ILS, de modo que si hay dudas sobre un aterrizaje seguro, la tripulación pueda responder de manera adecuada y oportuna. HUD se está volviendo cada vez más popular entre las aerolíneas "alimentadoras" y la mayoría de los fabricantes de aviones regionales ahora ofrecen HUD como equipo estándar u opcional. Un HUD puede proporcionar la capacidad de despegar con poca visibilidad.
Algunos aviones comerciales están equipados con sistemas de aterrizaje automático que permiten que el avión aterrice sin pasar de las condiciones instrumentales a visuales para un aterrizaje normal. Estas operaciones de aterrizaje automático requieren equipo, procedimientos y capacitación especializados e involucran a la aeronave, el aeropuerto y la tripulación. El Autoland (Aterrizaje automático) es la única manera de que algunos aeropuertos importantes, como el aeropuerto Charles de Gaulle, permanezcan operativos todos los días del año. Algunos aviones modernos están equipados con sistemas de visión de vuelo mejorados basados en sensores infrarrojos, que proporcionan un entorno visual similar al de un día y permiten operaciones en condiciones y en aeropuertos que de otro modo no serían adecuados para un aterrizaje. Los aviones comerciales también utilizan con frecuencia este tipo de equipos para los despegues cuando No se cumplen los mínimos de despegue.
Tanto para los sistemas de aterrizaje automáticos como para los HUD, el equipo requiere una aprobación especial para su diseño y también para cada instalación individual. El diseño tiene en cuenta requisitos de seguridad adicionales para operar una aeronave cerca del suelo y la capacidad de la tripulación de vuelo para reaccionar ante una anomalía del sistema. El equipo también tiene requisitos de mantenimiento adicionales para garantizar que sea capaz de soportar operaciones de visibilidad reducida.
Por supuesto, casi todo este trabajo de formación y cualificación de pilotos se realiza en simuladores con diversos grados de fidelidad.

## Márketing
Los ingresos del mercado de sistemas de aterrizaje por instrumentos fueron de 1.215 millones de dólares estadounidenses en 2019, y se espera que alcancen los 1.667 millones de dólares estadounidenses en 2025, con una tasa compuesta anual del 5,41% durante 2020-2025, incluso con los efectos negativos de la Pandemia de COVID-19

### Proveedores
Los 10 principales fabricantes del mercado de sistemas de aterrizaje por instrumentos son:
- Airport Lighting Specialists
- Saab Sensis
- Advanced Navigation and Positioning
- ADB Airfield Solutions
- Universal Avionics
- Honeywell
- Astronics
- Liberty Airport Systems
- Thales Group
- Rockwell Collins

Otros fabricantes:
- Indra (Normarc ILS)

## Componentes

### Radiobalizas
Las radiobalizas son un tipo de radioayudas VHF (75MHz), que ofrece al aviador la posibilidad de determinar su posición a lo largo de una ruta aérea establecida, en el caso del ILS, alineada con la pista de aterrizaje. Existen tres tipos distintos de radiobalizas de ayuda al aterrizaje, que dependen de su posición:

#### Radiobaliza exterior

Señal visual de radiobaliza exterior.

La radiobaliza exterior (OM, del inglés: outer marker), normalmente identifica el inicio de la senda de aproximación final. Se encuentra situada entre 4 y 7 millas náuticas del umbral de la pista de aterrizaje.  Emite dos rayas (en código morse) por segundo, a un tono de 400 Hz, y una señal luminosa de color azul. Se utiliza esta radiobaliza para ayudar a los chequeos de altura, distancia y funcionamiento del equipamiento. Se puede combinar con un NDB para crear una Radiobaliza Exterior de Localizador (LOM, del inglés: Locator Outer Marker).

#### Radiobaliza intermedia

Señal visual de radiobaliza intermedia.

La radiobaliza intermedia (MM, del inglés: middle marker), informa al aviador que se encuentra en la senda de aproximación final de que el contacto con la pista es inminente, buscando que coincida con la altura de decisión de la CATI (unos 200 ft - 60 m). Es por tanto que a menudo se encuentra situada entre las 0,5 y 0,8 millas náuticas, dependiendo de la senda de planeo establecida en el aeropuerto. Está modulada con un tono de 1300 Hz y emite puntos y rayas (morse) alternativos. Su señal luminosa es de color ámbar.

#### Radiobaliza interior

Señal visual de radiobaliza interior.

La radiobaliza interior (IM, del inglés: inner marker), se instala en la senda de aproximación final para las categorías CATII y CATIII en la vertical del punto de corte de la misma con el plano de Altitud/Altura de Decisión (DA/H, del inglés: Decision Altitude/Height)) mínima de CATII (30m), a una distancia de entre 75 y 450 metros del umbral de pista. Indica al piloto que se está a punto de cruzar el umbral de la pista y si no es capaz de visualizar ninguna referencia de la misma, deberá frustrar el aterrizaje. Produce un sonido, con una modulación de puntos a 3000 Hz, 6 por segundo. También se enciende una luz blanca. El motivo de que no se use en CATI es que la DA/H en esta categoría es de 60 metros y el piloto debe encontrarse en Condiciones Visuales (VMC, del inglés: Visual Meteorologic Conditions) antes de la "MM", con lo cual, quedaría sin función alguna.

### DME
El Equipo Telemétrico (DME, del inglés: Distance Measuring Equipment) está reemplazando a las radiobalizas en muchas instalaciones aeroportuarias. Proporciona una medición de la distancia hasta la estación en tierra de la Senda de Descenso (GS, del inglés: Glide Slope). La frecuencia está comprendida entre 978 y 1213 MHz de 200 a 400 canales, que se selecciona automáticamente al sintonizar el LOC(Localizador).
El avión interroga con una secuencia de pares de pulsos separados a 12 microsegundos. El equipo de tierra recibe esta señal y la retrasmite de nuevo con un retardo de 50 microsegundos.
El equipo del avión calcula el tiempo trascurrido desde que preguntó, le descuenta 50 microsegundos, lo divide por dos y lo multiplica por la velocidad de la luz (300 m por microsegundo). Con este dato se calcula la distancia al equipo de tierra.

## Futuro
La llegada del Sistema de Posicionamiento Global (GPS) proporciona una fuente alternativa de guía de aproximación para aeronaves. En Estados Unidos, el Sistema de Aumento de Área Amplia (WAAS) ha estado disponible en muchas regiones para proporcionar orientación precisa según los estándares de Categoría I desde 2007. El Servicio Europeo de Navegación Geoestacionaria Superpuesta (EGNOS) equivalente fue certificado para su uso en aplicaciones de seguridad humana en marzo. 2011. Como tal, el número de instalaciones ILS Cat I puede reducirse; sin embargo, no hay planes en los Estados Unidos para eliminar gradualmente ningún sistema Cat II o Cat III.
El Sistema de Aumento de Área Local (LAAS) está en desarrollo para proporcionar mínimos de Categoría III o inferiores. La oficina del Sistema de Aumento Terrestre (GBAS) de la FAA está trabajando actualmente con la industria en anticipación a la certificación de las primeras estaciones terrestres GBAS en Memphis, Tennessee; Sídney, Australia; Bremen, Alemania; España; y Newark, Nueva Jersey. Los cuatro países han instalado estaciones terrestres GBAS y participan en actividades de evaluación técnica y operativa.
El equipo de Honeywell y la FAA obtuvo la aprobación de diseño del sistema de la primera aprobación no federal de Estados Unidos. del mundo para LAAS Categoría I en el Aeropuerto Internacional Newark Liberty, operaciones en septiembre de 2009 y aprobación operativa el 28 de septiembre de 2012.
En Noruega, en algunos aeropuertos de pistas cortas está en funcionamiento un sistema de aterrizaje basado en D-GPS, llamado SCAT-I